# Subhyracodon

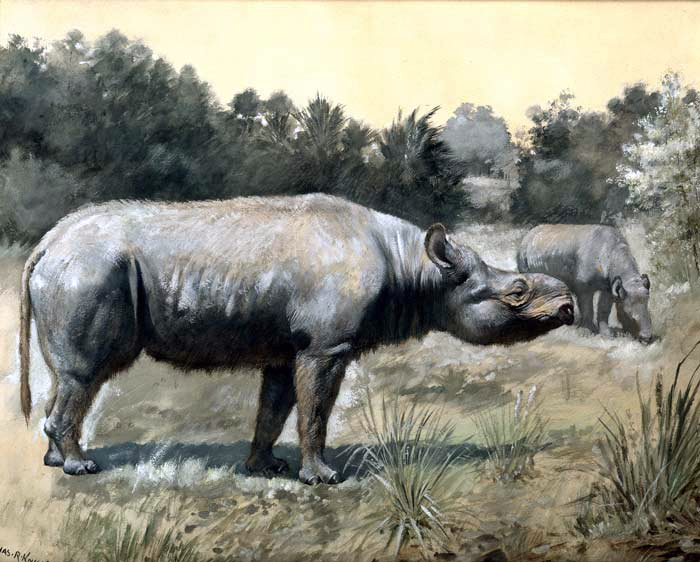
Recreación en vida, obra de Charles R. Knight.

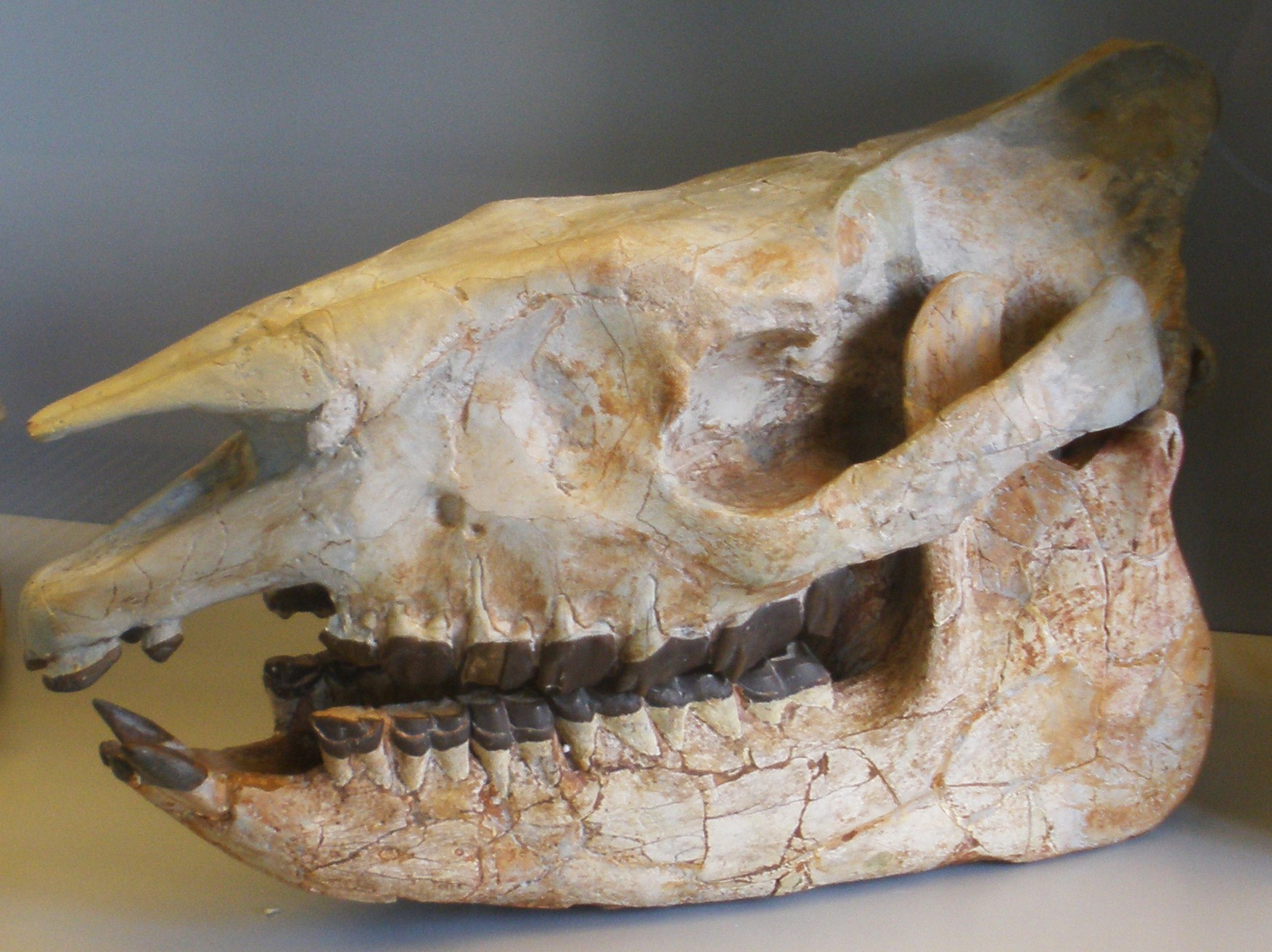
Cráneo

Subhyracodon es un género extinto de mamífero perisodáctilo rinocerótido. Con una longitud de 2.4 metros y un peso estimado en 381.3 kilogramos (en S. mitis), era un herbívoro con el porte de un tapir moderno que habitó en las planicies de Dakota del Sur, Estados Unidos, hace 33 millones de años durante el Oligoceno, siendo parte de lo que se conoce como la fauna de White River, en la que era sobrepasado en tamaño solo por Brontops y los calicotéridos. Subhyracodon carecía de cuernos, dependiendo sobre todo de su velocidad para escapar, si bien un ejemplar encontrado en Wind Cave National Park poseía un par de crestas óseas en el hueso nasal. Los géneros Caenopus y Aceratherium han sido sinonimizados con Subhyracodon